# Scaphytopius dorsalis
Scaphytopius dorsalis är en insektsart som beskrevs av Ball 1909. Scaphytopius dorsalis ingår i släktet Scaphytopius och familjen dvärgstritar. Inga underarter finns listade i Catalogue of Life.